# Caroline von der Embde
Caroline von der Embde, também conhecida como Caroline Klauhold após seu casamento, foi uma pintora alemã nascida em 31 de janeiro de 1812, em Kassel, e falecida em 28 de novembro de 1867, em Hamburgo. Filha do pintor August von der Embde, Caroline cresceu em um ambiente artisticamente privilegiado, imerso na elite cultural da cidade, onde convivia com figuras importantes como os Irmãos Grimm. Desde jovem, ela e sua irmã Emilie receberam educação artística diretamente de seu pai, participando da criação de retratos e outros trabalhos para a nobreza local.
Caroline foi especialmente conhecida por suas pinturas de retratos, cenas de gênero e paisagens. Sua obra frequentemente refletia a vida das classes trabalhadoras, em conformidade com o estilo Biedermeier, que idealizava essas figuras. Seu talento em retratar o cotidiano e figuras da aristocracia ganhou destaque em exposições realizadas em várias cidades alemãs, como Dresden, Munique, Colônia e Bremen.
Em 1854, Caroline casou-se com o advogado Alfred Klauhold, passando a assinar suas obras como "Klauhold von der Embde". Apesar de muitas mulheres artistas da época verem suas carreiras prejudicadas pelo casamento, Caroline aparentemente continuou a produzir arte após esse marco, mudando-se com o marido para Bremen e, mais tarde, Hamburgo.
Um dos trabalhos mais notáveis de Caroline é seu autorretrato de 1855, uma representação poderosa de si mesma como artista. Nessa pintura, Caroline se posiciona diante de seu cavalete, segurando um bastão de giz, em um momento de pausa no meio de sua criação. Seu olhar direto para o espectador e sua postura diante da tela reafirmam sua identidade como pintora, um gesto de afirmação comum entre mulheres artistas do século XIX, que utilizavam autorretratos para reivindicar seu lugar no mundo da arte.
Caroline von der Embde destacou-se por desafiar as expectativas de seu tempo, equilibrando sua vida pessoal com a dedicação à pintura. Sua obra continua a ser estudada como parte da rica tradição da pintura alemã do século XIX, especialmente no que diz respeito à representação da mulher artista.